# Phyllachora connari
Phyllachora connari är en svampart som beskrevs av Syd. & P. Syd. 1914. Phyllachora connari ingår i släktet Phyllachora och familjen Phyllachoraceae.   Inga underarter finns listade i Catalogue of Life.